# ديتمار ياكوبس
ديتمار ياكوبس (بالألمانية: Ditmar Jakobs)‏ مواليد 28 أغسطس 1953 في أوبرهاوزن، ألمانيا الغربية، هو لاعب كرة قدم ألماني دولي سابق كان يلعب كمدافع. اعتزل اللعب عام 1989 مع نادي هامبورغ. سبق له أن لعب في كأس العالم لكرة القدم مع منتخب بلاده. بدأ مسيرته الرياضية عام 1971. لعب خلال مسيرته 537 مباراة سجل خلالها 67 هدفاً.

## المسيرة الاحترافية

### أندية لعب لها
- نادي دويسبورغ
- نادي هامبورغ